# جزيرة غيروما
جزيرة غيروما (باليابانية: 慶留間島، بالروماجي: Geruma-jima
) هي جزيرة تابعة لـ اليابان تقع في المحيط الهادئ في أرخبيل جزر كيراما.